# Babilònia
|  | Aquest article tracta sobre estat de Babilònia. Si cerqueu altres significats, vegeu «Babilònia (desambiguació)». |

Babilònia era un antic estat de Mesopotàmia (actualment l'Iraq). Es va originar a partir dels territoris units d'Accàdia i Sumer. La tradició la fa fundada fa quatre mil cinc-cents anys per Nimrod, que també va construir la famosa Torre de Babel. La llengua accàdia va evolucionar per formar la llengua babilònica, mentre que la llengua sumèria va desaparèixer.

## Ciutat estat
La ciutat era un petit poder local que va estar sotmès a tribut per Umma, Accad, els guti, Uruk, Ur, i Isin del que es va independitzar cap a l'any 1894 aC, sota governants d'origen amorrita.

## Primera Dinastia de Babilònia
No es pot establir amb certesa com va pujar al poder l'anomenada Primera dinastia de Babilònia iniciada l'any 1894 aC pel rei Sumuabum, que va aprofitar hàbilment la rivalitat entre Isin i Larsa. Una vegada el rei Rim-Sin I de Larsa va conquerir Isin (potser l'any 1793 aC) després d'una extenuant lluita que va tenir per centre principal la ciutat de Nippur, Hammurabi, que per les mateixes dates havia pujat al tron de la ciutat de Babilònia, va poder començar a expandir-se fins crear el que coneixem com a Imperi paleobabilònic. Hammurabi es va posar al front d'una coalició amb Elam, Assur (Assíria), els guti, Eshunna i Malgium (1764 aC) que el 1763 aC va assetjar Larsa, ciutat que es va rendir el 1762 aC. Després es va girar contra els seus aliats i va conquerir la regió del Tigris fins Ekal·latum que pertanyia a Assur. L'any 1759 aC va ocupar Mari i Malgium, i probablement Eshunna. Va entrar en guerra amb Assíria, on Hammurabi, en general, sempre en va sortir victoriós, i cap a l'any 1750 aC, quan Hammurabi va morir, controlava com a vassalls els estats d'Eridu, Ur, Lagaix, Girsu, Zabalam, Larsa, Uruk, Adab, Isin, Nippur, Keshi, Dilbat, Borsippa, Kish, Malgium, Maskham-shapir, Kutha, Sippar, Eshunna, Mari, Tuttul, Assur i Nínive (a part dels estats menors). La plana mesopotàmica es va anomenar «País d'Accad» (Mat Akkadi) però convencionalment se l'anomena Babilònia.
A Hammurabi el va succeir el seu fill Samsuiluna, que va haver de lluitar per conservar els dominis paterns però encara va aconseguir llegar un imperi al seu successor.
Les invasions dels cassites a la segona meitat del segle xviii aC i les revoltes internes, van desestructurar l'imperi. Cap a l'any 1647 aC quan va morir Ammiditana i el va succeir Ammisaduqa, l'estat encara comprenia Borsippa, Larsa, Uruk, Isin, Kishurra, Malgium, Emutbal (o Yamutbal), Suhum (a la riba de l'Eufrates) i dos províncies a l'est del Tigris.
Els hitites aliats amb els cassites, establerts a l'Eufrates (Regne de Khana), van ocupar Babilònia, on governava Samsuditana, el 1594 aC i van posar fi a la dinastia. Els hitites, comandats pel rei Mursilis I, es van emportar molts presoners i riqueses. Babilònia va ser objecte d'atacs de diversos poders (Cassites, País del Mar…) per caure finalment en mans dels cassites el 1570 aC. Seguirà un llarg període de domini cassita.
| Monarca       | Inici del regnat | Final del regnat |
| Sumuabum      | 1894 a. C.       | 1881 a. C.       |
| Sumulael      | 1880 a. C.       | 1845 a. C.       |
| Sabium        | 1844 a. C.       | 1831 a. C.       |
| Apil-Sin      | 1830 a. C.       | 1813 a. C.       |
| Sin-Mubal·lit | 1812 a. C.       | 1793 a. C.       |
| Hammurabi     | 1792 a. C.       | 1750 a. C.       |
| Samsuiluna    | 1749 a. C.       | 1712 a. C.       |
| Abieixukh     | 1711 a. C.       | 1684 a. C.       |
| Ammiditana    | 1683 a. C.       | 1647 a. C.       |
| Ammisaduqa    | 1646 a. C.       | 1626 a. C.       |
| Samsuditana   | 1625 a. C.       | 1595 a. C.       |

## I i II Dinasties cassita (II i III de Babilònia)

La situació geopolítica a l'Orient Mitjà cap al 1200 aC, al final de l'Edat del Bronze Final.

Els cassites van començar les seves incursions des de la Mèdia l'any 1741 aC i des de llavors van continuar. Cap el 1729 aC havien aconseguit establir-se a la regió d l'Eufrates, formant el regne de Khana (Mari i Terqa). El seu primer governant, Gandaix, portava el pompós títol de «rei dels cassites, de Sumer, Accàdia, i Babilònia», encara que sembla que no dominava Babilònia ni Sumer i només part d'Accàdia. Va governar sobre els cassites establerts a l'Eufrates durant l'última part del segle xviii aC. Gandaix va fundar la dinastia cassita que va regnar més endavant a Babilònia. Els vuit primers reis no van governar Babilònia amb aquest títol, ja que eren caps tribals dels cassites, però tradicionalment se'ls inclou en les llistes reials. Sembla que podia haver estat contemporani del rei de Babilònia Samsuiluna. Babilònia després es transformarà en Karduniash una paraula considerada equivalent a Mesopotàmia.
La dinastia, poderosa al començament, es va anar descomponent lentament. La intervenció elamita i la revolta d'Isin que va establir una dinastia al sud, van obrir el camí a la renovada Assíria per ocupar Babilònia potser l'any 1235 aC, i es van annexionar el seu territori però després es va convertir en un govern vassall governat per un cassita anomenat Enlilnadinxumi. Kadaixmankharbe II el va succeir, sembla que col·locat per l'exèrcit elamita però al cap d'un any i mig l'exèrcit d'Assíria el va deposar. Coincideix en el temps amb el rei d'Assíria Tukultininurta I que havia conquerit el regne de Babilònia. Sembla que els assiris van posar en el tron a Adadxumaiddina, potser un fill d'Enlilnadinxumi.
Per raons dinàstiques poc clares (ja que no es coneix la legitimitat dinàstica de la tercera dinastia) la dinastia elamita es considerava amb dret al tron de Babilònia. El rei d'Elam Sutruk-Nakhunte, que probablement va ser qui va escriure una carta (conservada al Museu de Berlín) on reclamava el tron, va dirigir les primeres expedicions a Mesopotàmia. Per les inscripcions se sap que va saquejar Accad, Babilònia i Eixnunna. De la ciutat d'Eixnunna es va emportar les estàtues de Manixtuixu, i va portar a Susa el codi d'Hammurabi i l'Estela de Naram-Sin. L'any 1158 aC va matar al rei cassita Zababaixumaiddina i va col·locar al tron de Babilònia al seu propi fill gran Kutir-Nakhunte III. El príncep cassita Enlilnadinakhi va organitzar la resistència, que va durar dos o tres anys, i al final Kutir-Nakhunte, ja rei d'Elam, va derrotar definitivament a Enlilnadinakhi (circa 1155 aC) i el va capturar. Un governador elamita (segurament de la família real) es va establir a la ciutat. Silkhak-Inxuixinak, germà de Kutir-Nakhunte, va deixar nombroses inscripcions esmentant les seves campanyes a Mesopotàmia i recordant els temples construïts o restaurats per ell. Un poder rival volia també el tron de Babilònia, la dinastia establerta a Isin que domina el centre i sud del país. A tot tardar el 1135 aC el rei d'Isin Ittimardukbalatu va ocupar Babilònia, expulsant als elamites, emportant-se presoner l'últim rei cassita Enlilnadinakhi i establint la quarta dinastia de Babilònia.

Dinastia cassita (ca. 1507–1155 aC)

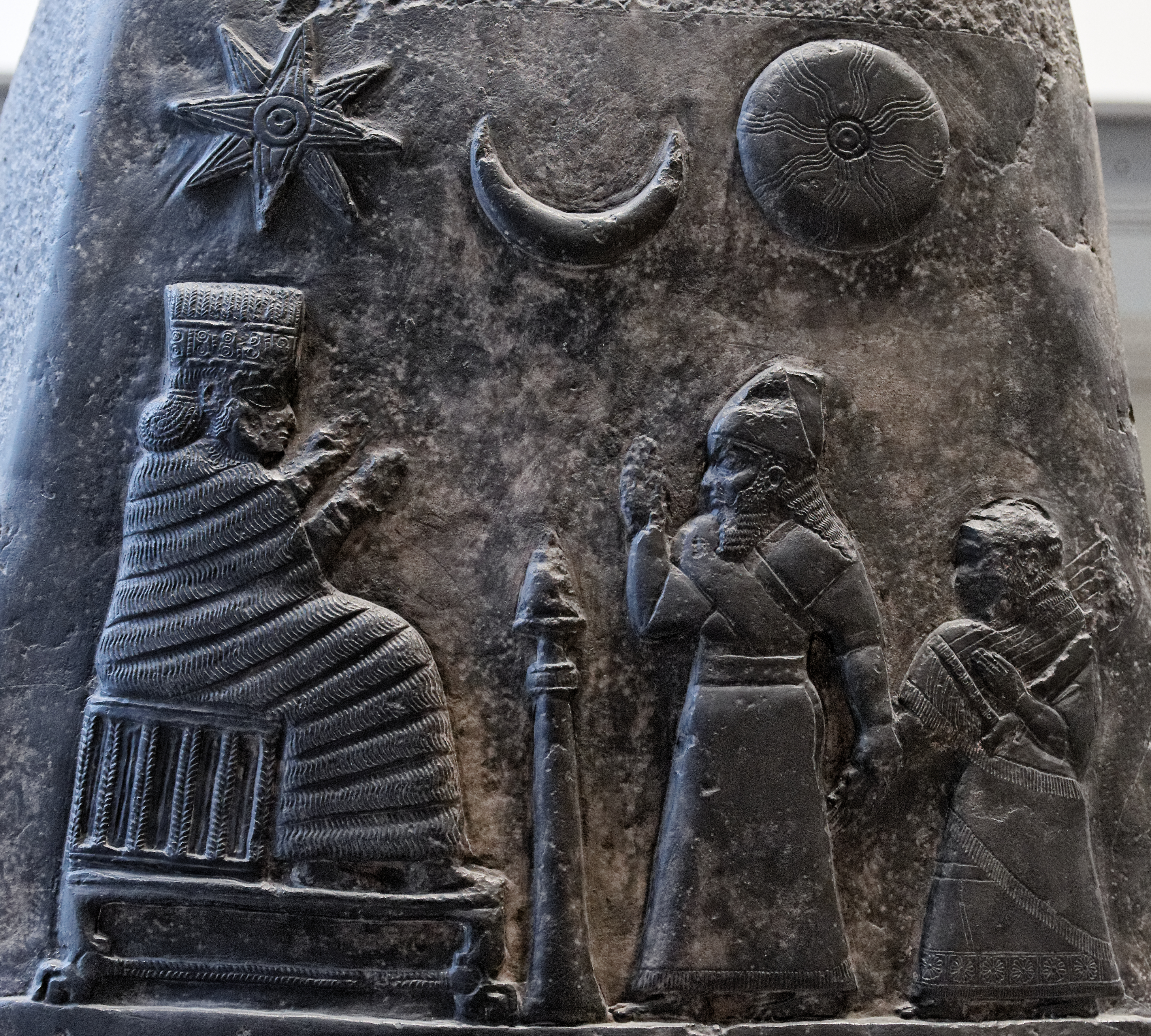
El rei Melixiku (centre) (ca. 1186–1172 aC)

| Monarca               | Regnat          | Comentaris                                                                                         |
| --------------------- | --------------- | -------------------------------------------------------------------------------------------------- |
| Gandaix               | fl. c. 1730 aC  | |
| Agum I                |                 | Conegut com a Maḫrû, "el primer," o rabi, "el gran."                                               |
| Kaixtiliaix I         |                 | Fill d'Agum I segons la "inscripció Agum-Kakrime"                                                  |
| Abirattaix            |                 | Fill de Kaixtiliaix I *; pot haver ocupat el cinquè lloc,, per tant Ušši o Uššiašu podria ser aquí |
| Kaixtiliaix II        |                 | |
| Urzigurumaix          |                 | Descendent d'Abi-Rattaš *; lectura alternativa Tazzigurumaš                                        |
| Kharbaixikhu          |                 | Tell Muḥammed nivell 3                                                                             |
| Tiptakzi              |                 | Tell Muḥammed nivell 2                                                                             |
| Agum II               | c. 1507 aC      | |
| Burnaburiaix I        |                 | Tractat amb Puzur-Aixur III d'Assíria                                                              |
| Kaixtiliaix III       |                 | |
| Ulamburiaix           |                 | Conquereix la primera dinastia del País de la Mar                                                  |
| Agum III              |                 | |
| Karaindaix            |                 | Contemporani d'Amenofis III d'Egipte                                                               |
| Kadaixmankharbe       |                 | |
| Kurigalzu I           |                 | |
| Kadaixman-Enlil I     | c. 1374–1360 aC | Contemporani d'Amenofis III d'Egipte i de les Cartes d'Amarna                                      |
| Burnaburiaix II       | c. 1359–1333 aC | Contemporani d'Akhenaton i Aixurubal·lit I                                                         |
| Karakhardaix          | c. 1333 aC      | Net d'Aixurubal·lit I d'Assíria                                                                    |
| Nazibugaix o Suzigaix | c. 1333 aC      | Deposat per Aixurubal·lit I d'Assíria                                                              |
| Kurigalzu II          | c. 1332–1308 aC | Fill de Burnaburiaix II; Lluità a la batalla de Sugagu amb Enlilnirari d'Assíria                   |
| Nazimaruttaix         | c. 1307–1282 aC | Contemporani d'Adadnirari I d'Assíria                                                              |
| Kadaixmanturgu        | c. 1281–1264 aC | Contemporani de Hattusilis III dels hitites                                                        |
| Kadaixman-Enlil II    | c. 1263–1255 aC | Contemporani de Hattusilis III dels hitites                                                        |
| Kudur-Enlil           | c. 1254–1246 aC | |
| Xagarakti-Xuriaix     | c. 1245–1233 aC | Fill de Kudur-Enlil                                                                                |
| Kaixtiliaix IV        | c. 1232–1225 aC | Deposat per Tukultininurta I d'Assíria                                                             |
| Enlilnadinxumi        | c. 1224 aC      | Assíria el posà com a governador sota el regnat de Tukultininurta I                                |
| Kadaixmankharbe II    | c. 1223 aC      | Assíria el posà com a governador sota el regnat de Tukultininurta I                                |
| Adadxumaiddina        | c. 1222–1217 aC | Assíria el posà com a governador sota el regnat de Tukultininurta I                                |
| Adadxumausur          | c. 1216–1187 aC | Contemporani d'Aixurnirari III d'Assíria                                                           |
| Melixiku              | c. 1186–1172 aC | |
| Mardukaplaiddina      | c. 1171–1159 aC | |
| Zababaixumaiddina     | c. 1158 aC      | |
| Enlilnadinakhi        | c. 1157–1155 aC | Deposat per Sutruk-Nakhunte d'Elam; final de la dinastia cassita                                   |

## Quarta dinastia de Babilònia (II d'Isin)
La dinastia d'Isin es va enfrontar amb Elam i Assíria. Cap a l'any 1080 aC els assiris van conquerir Dur Kurigulzu, Sippar, Shamash, Annunitum, Opi i la mateixa Babilònia. Marduk-Kabitahheixu va ser governador d'Isin sota el rei elamita Kutir-Nakhunte. Segons la Llista dels reis de Babilònia va ser el fundador de la dinastia d'Isin. Sembla que va fer costat als reis d'Elam quan van posar fi a la dinastia cassita que governava Babilònia. Més tard, el rei Marduknadinakhkhe va morir segurament durant la conquesta de Babilònia i el va succeir el seu fill Mardukxapikzeri. Els assiris es van retirar després del saqueig i la fam es va abatre sobre el país, i es va arribar al canibalisme. Pocs anys després un arameu, Adadapaliddina, va usurpar el tron, i finalment el 1024 aC, un rei procedent del País del Mar, Shimmashshiku, va poder instaurar una nova dinastia que va iniciar un període de caos polític. Babilònia ja no dominava altres ciutats. Al segle xi aC va començar la infiltració dels arameus. Aquest període de debilitat i anarquia, que també va afectar Assíria, fins potser l'any 800 aC, es va anomena «l'època fosca», ja que no hi ha altra documentació que la Llista dels reis de Babilònia, de vegades fragmentada.
| Monarca             | Inici del regnat | Final del regnat |
| Marduk-Kabitahheixu | 1157 a. C.       | 1140 a. C.       |
| Ittimardukbalatu    | 1139 a. C.       | 1132 a. C.       |
| Ninurtanadinxumi    | 1131 a. C.       | 1126 a. C.       |
| Nabucodonosor I     | 1125 a. C.       | 1104 a. C.       |
| Enlilnadinapli      | 1103 a. C.       | 1100 a. C.       |
| Marduknadinakhkhe   | 1099 a. C.       | 1082 a. C.       |
| Mardukxapikzeri     | 1081 a. C.       | 1069 a. C.       |
| Adadapaliddina      | 1068 a. C.       | 1047 a. C.       |
| Mardukakhkheriba    | 1046 a. C.       |                  |
| Marduk-Zer          | 1045 a. C.       | 1034 a. C.       |
| Nabu-Xum-Libur      | 1033 a. C.       | 1026 a. C.       |
| Al País de la Mar   | 1024 a. C.       |                  |

## Dinastia del País del Mar (V de Babilònia)
Van venir uns temps difícils amb sequeres que van malmetre les collites i Babilònia va patir freqüents incursions de pobles veïns seminòmades, que van provocar la caiguda de Nabu-Xum-Libur, de la segona dinastia d'Isin i de la quarta dinastia de Babilònia. El primer rei, Simbar-Xipak, era un soldat al servei de la dinastia de Damiq ilishu, una referència a l'últim rei de la dinastia del País de la Mar que va regnar a Mesopotàmia, i se'n declarava descendent.
- Simbar-Xipak (rei del País del Mar) 1024-1007 aC
- Ea-mukin-zeri 1007-1006 aC
- Kaixu-nadin-ahhe 1006-1003 aC

## Dinastia de Bazi oBazu(VI de Babilònia)
Els Bazi o Bit-Bazi eren una tribu assentada vora el Tigris, que segurament els cassites van integrar al seu territori. Segurament durant el període de confusió que van ocasionar les invasions dels arameus, Eulmaix-xakin-xumi es va apoderar del tron de Babilònia al final de la segona dinastia del País de la Mar.
- Eulmaix-xakin-xumi 1003-987 aC
- Ninurta-kudurri-usur I 987-985 aC
- Xirikti-Xuqamuna 985-984 aC

## Dinastia elamita (VII de Babilònia)
L'únic rei d'aquesta dinastia va ser Mar-biti-apla-usur. Segons la Llista sincrònica de reis, era contemporani d'Aixurreixixi II.
- Mar-biti-apla-usur 984-979 aC

## Vuitena dinastia de Babilònia
La vuitena Dinastia s'anomena a les fonts Dinastia E. El significat d'E no és clar però se suposa que es refereix a Babilònia, i es podria traduir com a Dinastia de Babilònia. Va ser un temps de gran inestabilitat, i algunes fonts consideren que la dinastia VIII i IX formaven part de la mateixa Dinastia E. Una obra històrica babilònica, la Crònica Dinàstica (que només es conserva fragmentàriament) separa aquesta dinastia de la següent.
- Nabu-mukin-apli 979-943 aC

## Novena dinastia de Babilònia
Aquesta dinastia es barreja amb la vuitena dinastia.
- Ninurta-kudurri-usur II 943 aC
- Mar-biti-ahhe-iddina 943-942 aC
- Xamaix-mudammiq 942-900 aC
- Nabu-shuma-ukin I 900-888 aC
- Nabu-apla-iddina 888-855 aC
- Marduk-zakir-shumi I 855-819 aC
- Marduk-balassu-iqbi 819-813 aC
- Baba-aha-iddina 813-812 aC
- Interregne[a]
- Ninurta-apla-X 800 aC- 790 aC
- Marduk-bel-zeri 790-780 aC aC
- Marduk-apla-usur 780-769 aC
- Eriba-Marduk 769-761 aC
- Nabu-shuma-ishkun 761-748 aC
- Nabonassar 748-734 aC
- Nabu-nadin-zeri 734-732 aC
- Nabu-shuma-ukin II 732 aC
- Nabu-mukin-zeri 732-729 aC usurpador. Era un cabdill dels caldeus de la tribu dels Bit-Amukkani que es va apoderar del tron derrocant Nabu-shuma-ukin II. El seu regnat es va acabar amb la presa de la ciutat de Sapia per l'exèrcit d'Assíria dirigit per Teglatfalassar III. Va aconseguir fugir a la ciutat de Babilònia, on va ser assassinat durant el setge. Teglatfalassar es va proclamar rei de Babilònia.[11]

## Sisena dinastia d'Assíria (X de Babilònia)
La X Dinastia o Dinastia Assíria és un concepte usat pels historiadors moderns per indicar els reis de Babilònia durant el temps que l'Imperi Neoassiri va governar aquell regne.
- Pulu (d'Assíria 745-727 aC) 729-727 aC
- Ululai (d'Assíria 727-722 aC) 727-722 aC

## Dinastia Aramea (XI de Babilònia)
- Marduk-Apal-Iddina II 722-710 aC[10]

## Setena dinastia d'Assíria (XII de Babilònia)
Conquerida Babilònia i establerta la corona assíria com a dirigent del país, es van produir revoltes que finalment van portar a la independència sota Marduk-Apal-Iddina II, el bíblic Merodacbaladan.
- Sargon (II d'Assíria 722-705 aC) 710-705 aC
- Sennàquerib (d'Assíria 705-681 aC) 705-703 aC

## Dinastia tretzena de Babilònia
- Marduk-zakir-shumi II 703 aC, un funcionari assiri, probablement un governador provincial, que va assumir el poder quan els babilonis van expulsar Sennàquerib del tron.[10]

## Dinastia Aramea (XI de Babilònia), restaurada[12]
- Marduk-Apal-Iddina II 703 aC (Merodacbaladan)
- Bel-ibni 702-700 aC
- Asshur-Nadinshum 700-694 aC
- Nergal-ushezib 694-693 aC
- Mushezib-Marduk 693-689 aC

## VII Dinastia d'Assíria, reinstaurada
Sennàquerib va dominar la rebel·lió, i va conquerir i destruir Babilònia deportant als seus habitants. La seva mort al cap de poc temps es va interpretar com un càstig dels déus. El seu fill Assarhaddon va canviar la política i va reconstruir la ciutat esperant el perdó dels déus. El seu successor Assurbanipal va instaurar un virregnat que va donar al seu fill Xamaix-xuma-ukin, però aquest es va acabar revoltant. Se suposa que Sennàquerib va conquerir Babilònia i va assolir el govern sota el nom de Kandalanu, però se sap que aquest encara vivia el 627 aC mentre que el darrer document de Sennàquerib és del 731 aC. Els governadors assiris enviats cap a l'any 626 aC van ser expulsats pel general Nabopolasar, d'origen caldeu, que havia servit a l'exèrcit assiri, i que es va proclamar rei (23 de novembre del 626 aC).
- Senaquerib (d'Assíria 705-681 aC) 689-688 aC
- Assurnadinshumi (fill) virrei 688-681 aC (Assarhaddon), rei 681-669 aC
- Xamaix-xuma-ukin 669-647 aC
- Kandalanu 647-626 aC
- Sinxumulixir i Sinxarixkun 626 aC, usurpadors. A la mort de Kandalanu, Sinxarixkun hauria ocupat el tron, o per designació del seu germà Aixuretililani o per la força. Immediatament es va revoltar i el rei d'Assíria va haver d'anar al sud per combatre'l però Aixuretililani va ser vençut i mort a la batalla de Nippur. Sinxarixkun va anar a Nínive on hauria estat reconegut rei, mentre les forces assíries a Babilònia elevaven al tron al general Sinxumulixir, que només va dominar una part del regne. El caldeu Nabopolassar va aprofitar aquesta anarquia per revoltar-se i al cap de pocs mesos va eliminar el general usurpador, mentre Sinxarixkun es consolidava a Assíria.[13]

## Dinastia Dakkuri (XIV de Babilònia)

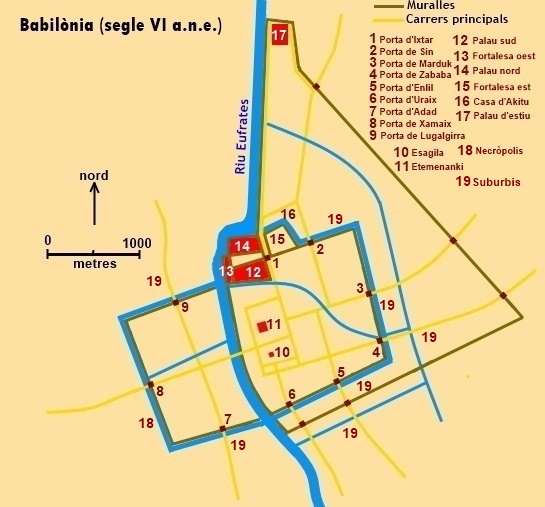
Plànol de la ciutat de Babilònia del

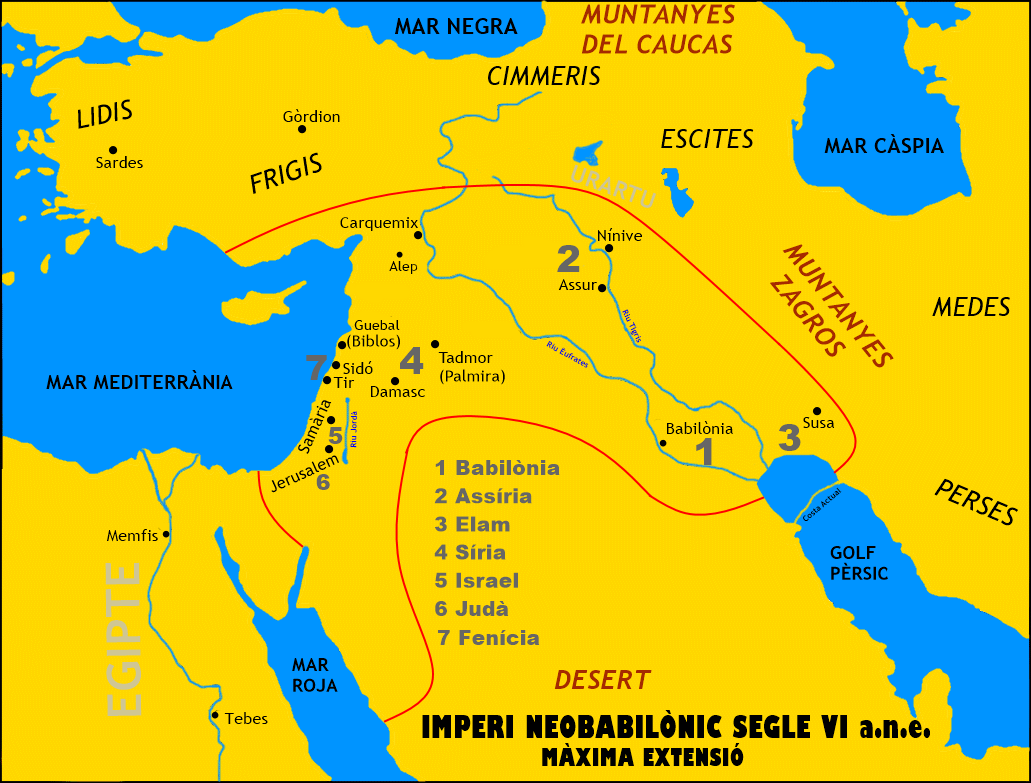
Imperi Neobabilònic

Expansió aproximada de l'Imperi Neobabilònic durant el regnat de Nabònides (556-539 aC)

El caldeu de Bit Dakkuri Nabopolasar es va proclamar rei de Babilònia. El seu objectiu immediat era posar fi al poder d'Assíria, la seva principal amenaça. L'any 616 aC va iniciar l'ofensiva a la zona de l'Eufrates, intentant tallar les comunicacions entre Assíria i les seves possessions occidentals. Però Egipte va intervenir en favor d'Assíria, i l'exèrcit babiloni es va haver de retirar. El 615 aC Nabopolasar va envair l'Assíria pròpia i va assetjar Assur la capital religiosa del país, però va ser rebutjat. Llavors van intervenir els medes, poble assentat a l'altiplà iranià, que van atacar Assur i la van ocupar l'hivern del 614 aC. Quan Nabopolasar va arribar la ciutat ja havia estat conquerida però es va signar un tractat d'aliança amb el rei Ciaxares de Mèdia reforçat per un enllaç reial: l'hereu babiloni, Nabucodonosor II, es va casar amb la princesa mede Amitis.
Després d'un any d'operacions poc decisives, les forces combinades dels medes i els babilonis van assetjar Nínive (maig del 612 aC) ciutat que van conquerir el juliol. El rei Sinxarixkun, que havia estat efímer governador de Babilònia, es va suïcidar. El darrer rei assiri, Aixuruballit II, es va refugiar a Haran i es van produir diverses campanyes en aquesta zona. Els egipcis van ajudar els assiris i els faraó Necó II va enviar un exèrcit. Josies de Judà, rei rebel contra els assiris als territoris jueus, va intentar oposar resistència, però va ser derrotat i mort a Megiddo. Però els egipcis van ser derrotats a la batalla de Karkemish pels babilonis (dirigits per l'hereu Nabucodonosor) el 605 aC.
El mateix any va morir Nabopolasar i el seu fill Nabucodonosor, el va succeir. Va conquerir les darreres possessions assíries i els egipcis es van retirar a Gaza i al Sinaí. Els jueus, rebel·lats contra Assíria i que s'oposaven a ser dominats pels babilonis, van caure derrotats i els babilonis van ocupar Jerusalem l'any 597 aC. La dinastia de Judà va ser durant un temps tributària, però quan es va revoltar, els babilonis van ocupar la ciutat per segona vegada el 586 aC i la població deportada a Babilònia (l'anomenada «captivitat de Babilònia») que va durar fins que el rei dels perses va canviar la seva política gairebé 40 anys després. La darrera ciutat que es va oposar a Nabucodonosor va ser Tir, conquerida l'any 575 aC. Nabucodonosor va morir el 562 aC deixant darrere seu el major imperi babiloni de la història i el va succeir el seu fill Amel-Marduk, que aviat va morir assassinat i substituit per son cunyat Neriglissar (560-556 aC), que va formar una nova i efímera dinastia.
- Nabopolasar 626-605 aC
- Nabucodonosor II el gran 605-562 aC
- Amel-Marduk 562-560 aC

## Dinastia Caldea (XV de Babilònia)
Neriglissar es va fer amb la corona per un cop de palau, i aviat va envair Anatòlia, triomfant a Cilícia i arribant al Taure. Una revolta a Harran va propiciar un cop d'estat del general caldeu Nabònides que es va nomenar rei.
- Neriglissar 560-556 aC

## Dinastia d'Harran (XVI de Babilònia)
- Labashi-Marduk 556 aC. No va regnar gaire més de tres mesos, ja que va morir assassinat en una revolta.[13]

## Darreres lluites
Nabònides era un governant extravagant. Va deixar el seu fill Baltasar (possible inspirador del cop d'estat) a la ciutat i es va establir a Harran, i després a l'oasi de Tayma a Aràbia (va incorporar una part d'Aràbia als dominis babilonis), rebutjant el culte a Marduk. L'any 539 aC Cir II el Gran, després de derrotar els medes (550 aC) i conquerir Lídia (547 aC), va fer presoner a Baltasar a Sippar, i va conquerir la ciutat després de vèncer a la batalla d'Opis. Mesopotàmia es va convertir en una satrapia aquemènida. El fill de Cir, Cambises, va ser nomenat virrei. En diversos moments la ciutat es va revoltar sota dirigents que es van proclamar reis i van governar durant curts espais de temps.
- Nabònides 556-539 aC
- Baltasar 553-539 aC
- Nidintu-Bel (Nabucodonosor III) 522 aC
- Arakha o Nabucodonosor IV 521 aC
- Bel-Shimanni 484 aC
- Shamasheriba 484 aC
- Nidin-Bel 336-335 aC

## Cultura de Babilònia
La cultura de Babilònia és molt propera a la d'Assíria, per les influències mútues dels dos pobles. De fet, les inscripcions babilòniques parlen gairebé sempre de les construccions religioses dels seus reis, i la història cultural i bèl·lica de Babilònia es coneix sobretot per les fonts assíries. Entre les aportacions més destacades cal esmentar:
- els catàlegs astronòmics
- el concepte de signe del zodíac
- la introducció del concepte de diagnòstic en medicina
- la compilació per escrit de l'Epopeia de Guilgameix, un dels primers exemples d'èpica
- el sistema sexagesimal que es manté en les fraccions de l'hora
- nombroses llistes de lèxic que han ajudat a la reconstrucció d'idiomes antics.